# Aloha Wanderwell
Aloha Wanderwell de son vrai nom Idris Galcia Welsh est une exploratrice, auteure, cinéaste et aviatrice canado-américaine internationaliste. Dans les années 1920, alors qu'elle n'est encore qu'une adolescente, elle parcourt 380 000 miles à travers 80 pays, devenant ainsi la première femme à faire le tour du monde dans une Ford 1918 modèle T. Commencé alors qu'elle n'a que 16 ans, le voyage dure cinq ans, de 1922 à 1927,.

## Biographie

### Enfance et formations
Idris Galcia Welsh naît le 13 octobre 1906 à Winnipeg, au Manitoba, de Margaret Jane Hedley et de Robert Welsh. Lorsque sa mère épouse Herbert Hall en 1909, son nom devient Idris Hall. Son beau-père est promoteur et éleveur sur l'île de Vancouver et la famille vit à Parksville et Duncan. En 1914, au début de la Première Guerre mondiale, son beau-père s'engage dans le corps expéditionnaire canadien et, après son arrivée en Angleterre, il est transféré dans l'armée britannique et nommé lieutenant dans la Durham Light Infantry. La famille (Idris, sa sœur Margaret Verner « Miki » Hall, et leur mère) le suit en Europe, où ils voyagent en Angleterre, en Belgique et en France. En juin 1917, Herbert Hall est tué au combat à Ypres, en Belgique. Pendant cette période, Idris fréquente des internats en Europe : Les sœurs bénédictines du Saint-Sacrement à Courtrai, en Belgique, et le Château Neuf à Nice,,.

## Carrière
Idris commence sa carrière d'aventurière lorsqu'elle rencontre son compagnon de voyage, Walter Wanderwell en 1922. Ils se marient en 1925 et ont  deux enfants. Alors qu'ils continuent à parcourir le monde, Aloha Wanderwell se produit sur scène, donnant des conférences sur les voyages sur fond de film muet, Car and Camera Around the World. Les Wanderwell réalisent des films de leurs voyages sur des pellicules nitrate 35 mm et 16 mm qui sont aujourd'hui conservés dans les archives de la bibliothèque du Congrès et de l'Academy of Motion Picture Arts and Sciences,.
Aloha Wanderwell reste bloquée au Brésil pendant six semaines. Pendant cette période, elle vit parmi les Bororos et réalise la plus ancienne documentation filmée sur eux.  En 1932, son mari est tué par balle sur leur yacht Carma à Long Beach en Californie. Aloha Wanderwell épouse ensuite Walter Baker et poursuit ses voyages, visitant finalement plus de 80 pays et six continents, et parcourant plus de 500 000 miles dans des véhicules Ford,,.

### L'expédition Wanderwell
En 1921, Walter Wanderwell (né Valerian Johannes Pieczynski en Pologne) fait la une des journaux avec le Million Dollar Wager, une course d'endurance autour du monde entre deux équipes de Ford Modèle Ts pour voir laquelle visiterait le plus de pays. Personnage controversé, Wanderwell fait de la prison aux États-Unis pendant la Première Guerre mondiale car  soupçonné d'être un espion allemand, mais il est libéré en 1918. Wanderwell est inspiré par sa rencontre avec la Société des Nations et, vers 1930, il crée sa propre organisation, le Work Around the World Educational Club ou (WAWEC),.
En 1922, à juste 16 ans, Idris Galcia Welsh postule pour un emploi de mécanicienne et de cinéaste alors que l'équipe se déplace en voiture dans des modèles Ts de 1917. Après avoir répondu à une annonce où l'on peut lire : « Brains, Beauty & Breeches - World Tour Offer For Lucky Young Woman… Wanted to join an expedition… Asia, Africa… », elle rencontre le « capitaine » Wanderwell à Paris et obtient une place dans l'expédition. Elle fait office de traductrice, de chauffeur et de cinéaste de l'expédition et prend le nom d'Aloha Wanderwell, même si Walter est encore marié à l'époque.[réf. nécessaire] Idris Welsh devient rapidement le visage de l'expédition, qui retranscrit ses aventures dans une série de films de voyage,.

### Première femme à faire le tour du monde en voiture  (1922-1927)
Aloha Wanderwell devient la première femme à faire le tour du monde en voiture, commençant et terminant son voyage à Nice, en France, entre le 29 décembre 1922 et janvier 1927. Au volant d'une Ford modèle T, elle fait le voyage en tant que conductrice, traductrice et réalisatrice pour Wanderwell Expeditions, un tour du monde en voiture dirigé par celui qui deviendra son époux. La première femme à avoir fait le tour du monde en automobile est Harriet White Fisher (en) en 1909-1910, mais elle avait recours à un chauffeur et ne conduisait pas elle-même,.
En partie sponsorisé par la Ford Motor Company, le tour du monde s'est également nourri de tournages et de conférences sur les voyages, de l'Afrique au Moyen-Orient, puis à l'Asie. À Calcutta, en 1924, leur tournée croise des avions de la première circumnavigation aérienne et Aloha Wanderwell filme  leur rencontre,.

## Décès
Elle meurt le 4 juin 1996 à Newport Beach,.